# Fimbriosthenelais hirsuta
Fimbriosthenelais hirsuta är en ringmaskart som först beskrevs av Frank Armitage Potts 1910.  Fimbriosthenelais hirsuta ingår i släktet Fimbriosthenelais och familjen Sigalionidae. Inga underarter finns listade i Catalogue of Life.